# Liste der politischen Parteien in Usbekistan
Diese Liste enthält die verschiedenen politischen Parteien in Usbekistan. 
Usbekistan ist eine präsidentielle Republik und war bis zu deren Zerfall ein Teil der ehemaligen Sowjetunion. In seiner Verfassung bezeichnet sich Usbekistan selbst als Demokratie. Tatsächlich steht das politische System und die Freiheit der Wahlen aber unter internationaler Kritik. Bürgerrechtler werfen Usbekistan vor, keine freien Wahlen durchzuführen und nicht demokratisch zu sein.

## Die Parlamentsparteien
- Liberaldemokratische Partei Usbekistans (Oʻzbekiston Liberal demokratik partiyasiʻ)
- Volksdemokratische Partei Usbekistans (Oʻzbekiston Xalq demokratik partiyasiʻ)
- Demokratische Partei der nationalen Wiedergeburt (Oʻzbekiston «Milliy tiklanish» demokratik partiyasiʻ) (inkludiert seit 2008 die ehemalige Selbstopfernde Nationaldemokratische Partei (Fidokorlar Milliy Demokratik Partiyasi))
- Sozialdemokratische Gerechtigkeits-Partei («Adolat» sotsial demokratik partiyasiʻ)
- Ökologische Bewegung Usbekistans (Oʻzbekiston ekologik harakati)[3]
- Einigkeit (Birlik)[4]
- ERK Freiheitlich Demokratische Partei (ERK demoktratik Partiyasiʻ)[5]
- Solidarische Demokratische Bewegung (Birdamlik)[6]

## Ehemalige Parteien
- Kommunistische Partei Usbekistans (Oʻzbekiston Kommunistik Partiyasiʻ; heute: Volksdemokratische Partei Usbekistans)